# Philomena Lee
Annie Philomena Lee (Condado de Limerick, 24 de março de 1933) é uma mulher irlandesa, cuja vida foi narrada no livro The Lost Child of Philomeona Lee (2009), de Martin Sixsmith, e no filme Philomena, no qual foi interpretada por Judi Dench.